# Huis Pico

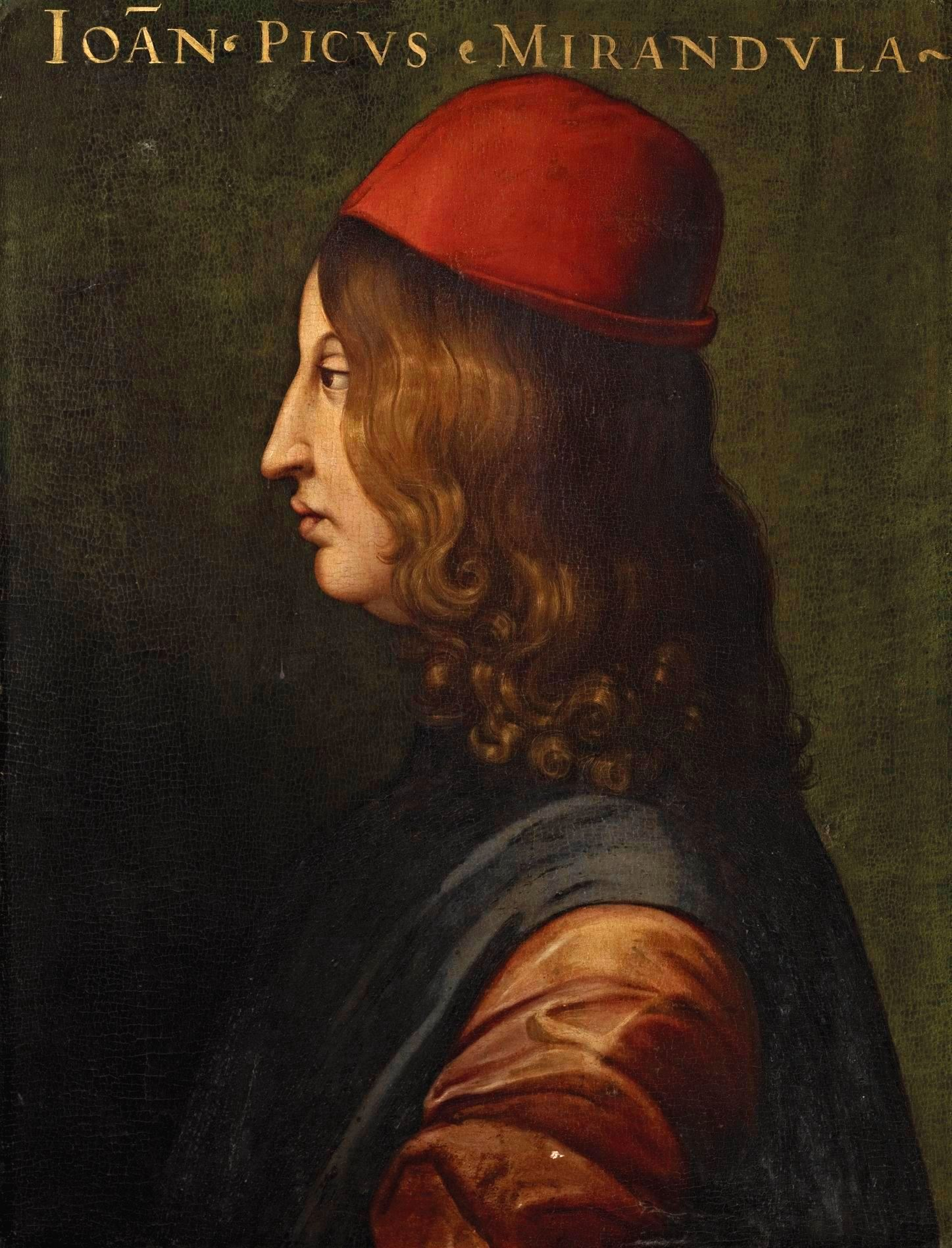
Giovanni Pico della Mirandola

Het huis Pico of Pico della Mirandola was een Italiaanse adellijke familie.

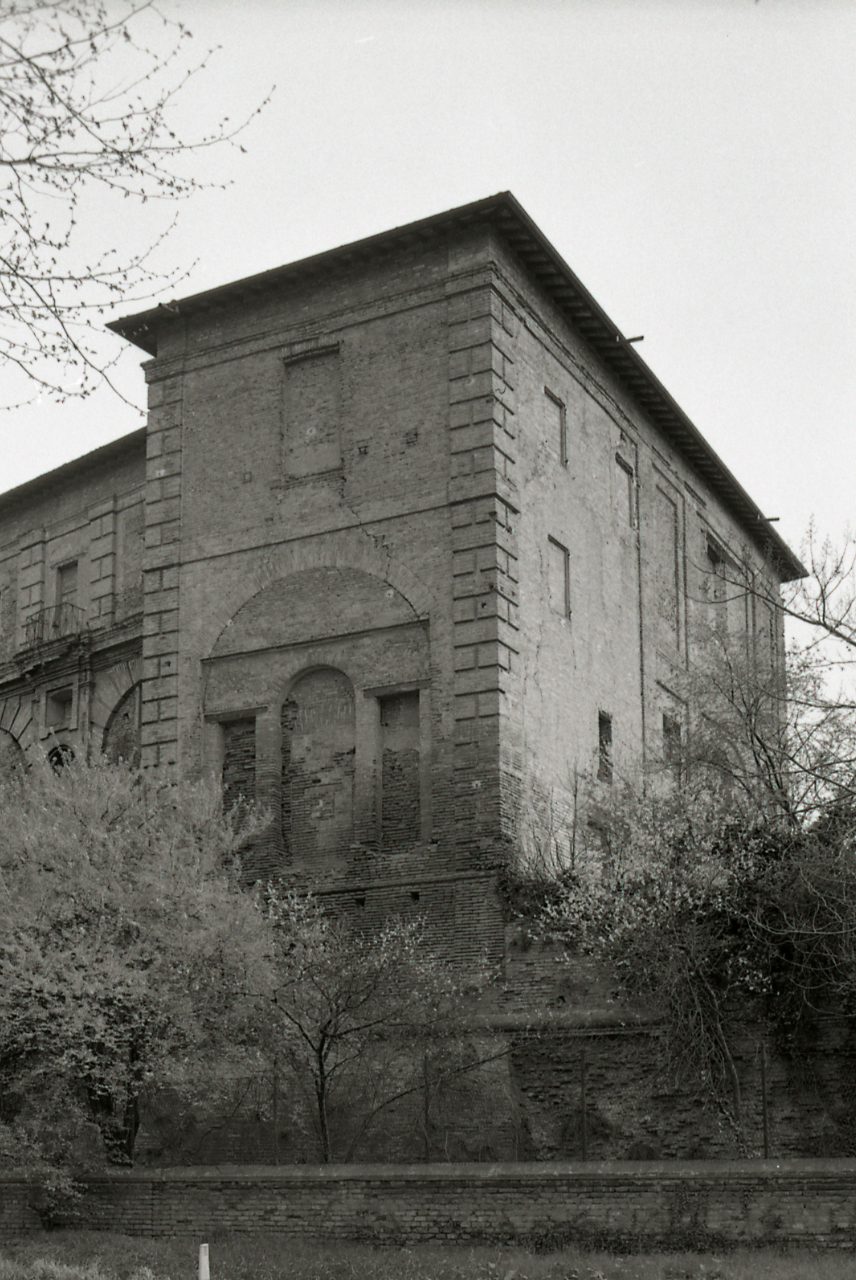
Castello dei Pico, Mirandola. Photo Paolo Monti, 1976.

Stamvader van de familie was Francesco I Pico, die in 1311 door Hendrik van Luxemburg (later keizer Hendrik VII van het Heilige Roomse Rijk) beleend werd enkele Padaanse heerlijkheden, waaronder Mirandola en Concordia. Deze heerlijkheden werden in de loop der eeuwen verheven tot respectievelijk hertogdom en markgraafschap, en waren in een personele unie met elkaar verbonden.
In 1711 verkocht Francesco Maria Pico della Mirandola, de laatste legitieme telg uit het huis, zijn bezittingen aan Rinaldo III d'Este, hertog van Modena.
De Italiaanse humanist en filosoof Giovanni Pico della Mirandola kwam ook voort uit dit geslacht.